# Kathleen Nord
Kathleen Nord, född 26 december 1965 i Magdeburg, död 24 februari 2022, var en östtysk simmare.
Nord blev olympisk guldmedaljör på 200 meter fjärilsim vid sommarspelen 1988 i Seoul.